# Dick Schoenaker
Dick Schoenaker (* 30. listopadu 1952, Ede) je bývalý nizozemský fotbalista, záložník.

## Fotbalová kariéra
Začínal v týmu VV Ede, dále hrál 2. nizozemskou ligu za FC Wageningen. V 1. nizozemské lize hrál za De Graafschap, AFC Ajax a FC Twente, nastoupil ve 384 ligových utkáních a dal 98 gólů. S Ajaxem vyhrál šestkrát nizozemskou ligu a dvakrát nizozemský pohár. Kariéru končil ve druhé nizozemské lize ve Vitesse Arnhem. V Poháru mistrů evropských zemí nastoupil v 61 utkáních a dal 1 gól, v Poháru vítězů pohárů nastoupil ve 2 utkáních a v Poháru UEFA nastoupil v 10 utkáních a dal 1 gól. Za nizozemskou reprezentaci nastoupil v letech 1978–1985 ve 13 utkáních a dal 6 gólů. Byl členem nizozemské reprezentace na Mistrovství světa ve fotbale 1978, kdy Nizozemí získalo stříbrné medaile za 2. místo, nastoupil v utkání s Rakouskem.

## Ligová bilance
| Ročník                    | Zápasy | Góly | Klub           |
| ------------------------- | ------ | ---- | -------------- |
| Eerste Divisie 1973/74    | 13     | 1    | WVV Wageningen |
| Eredivisie 1974/75        | 34     | 1    | De Graafschap  |
| Eredivisie 1975/76        | 33     | 9    | De Graafschap  |
| Eredivisie 1976/77        | 33     | 6    | AFC Ajax       |
| Eredivisie 1977/78        | 33     | 11   | AFC Ajax       |
| Eredivisie 1978/79        | 30     | 7    | AFC Ajax       |
| Eredivisie 1979/80        | 31     | 13   | AFC Ajax       |
| Eredivisie 1980/81        | 21     | 5    | AFC Ajax       |
| Eredivisie 1981/82        | 34     | 15   | AFC Ajax       |
| Eredivisie 1982/83        | 29     | 9    | AFC Ajax       |
| Eredivisie 1983/84        | 27     | 11   | AFC Ajax       |
| Eredivisie 1984/85        | 33     | 9    | AFC Ajax       |
| Eredivisie 1985/86        | 33     | 1    | FC Twente      |
| Eerste Divisie 1986/87    | 26     | 6    | Vitesse        |
| Eerste Divisie 1987/88    | 24     | 0    | Vitesse        |
| CELKEM 1. nizozemská liga | 384    | 98   |                |